# Abdulhamit Gül
Abdulhamit Gül (Nizip, 12 marzo 1977) è un politico turco.

## Biografia
Nato da un'umile famiglia di operai dopo aver ricevuto un'educazione religiosa presso appositi istituti si è laureato in Giurisprudenza all'Università di Ankara.

## Attività politica
Ha manifestato interesse per la politica fin da giovane. Ha iniziato la propria attività nella sezione giovanile del distretto provinciale del Partito della Virtù come membro del consiglio direttivo. Dal 2003 al 2010 ha fatto parte del consiglio esecutivo generale del Partito della Felicità. Nel 2001 ha aderito all'AKP. Dal settembre 2015 ne è Segretario Generale sotto la leadership di Recep Tayyip Erdoğan.